# Pomahan (Baureno)
Pomahan is een bestuurslaag in het regentschap Bojonegoro van de provincie Oost-Java, Indonesië. Pomahan telt 2852 inwoners (volkstelling 2010).